# Oakwell Stadium
O Oakwell Stadium é um estádio multi-uso, predominantemente usado para a prática do futebol, localizado em Barnsley, South Yorkshire, Inglaterra, utilizado pelo Barnsley Football Club para mandar seus jogos. Foi construído em 1887 e tem capacidade para 23.287 espectadores.

## História
O estádio começou a ser construído em 1887 e foi inaugurado no ano seguinte.
Até o ano de 2003, o estádio  e o grande terreno que o rodeava, eram  propriedades do Barnsley FC, mas depois de atrasar compromissos financeiros desde 2002, o chamado Conselho Municipal da cidade adquiriu  Oakwell, entretanto não suas terras em torno, para permitir ao clube pagar seus credores e com isso permanecer disputando profissionalmente as ligas do futebol inglês.

### Recorde de Público
A partida com maior público disputada no Oakwell foi em um jogo contra a equipe do  Stoke City, no ano de 1936. A partida foi assistida por 40.255 espectadores.

## Estrutura e instalações

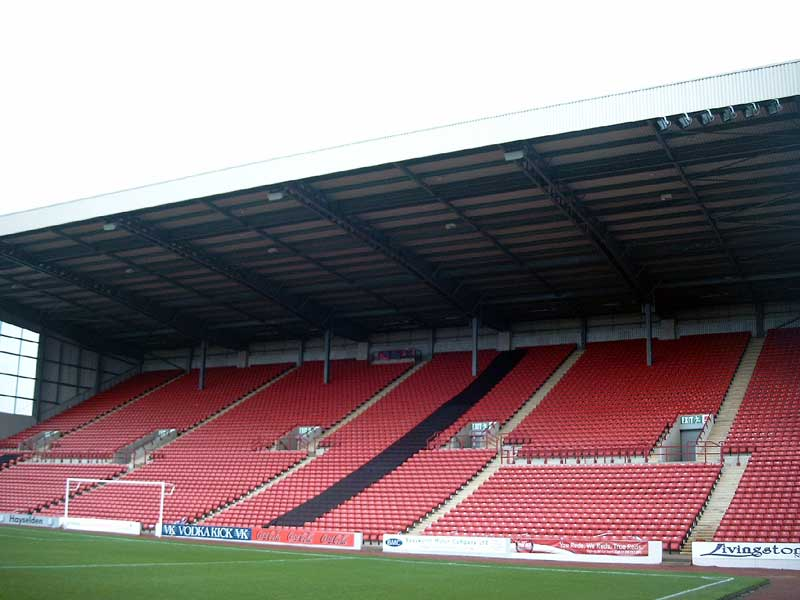
Arquibancada Norte

As três arquibancadas foram reconstruídas na década de 1990. De um lado está a Arquibancada Leste, construída ao longo de toda a lateral do campo. Inaugurado em março de 1993, este setor é coberto e tem capacidade para 7.500 espectadores. A arquibancada no lado oposto, é a chamada West Stand, parte da qual remonta a 1904, quando da sua construção. No chamado CK Beckett Stand, um setor totalmente com cadeiras, coberto e utilizado pelos torcedores da casa, tem capacidade para 4.500 pessoas e foi re-inaugurado em 1995. A outra extremidade, o Setor Norte, foi anteriormente uma arquibancada aberta mas agora é coberta, com capacidade para 6.000 torcedores. A quantidade de cadeiras oferecidas aos torcedores visitantes varia de acordo com a demanda.

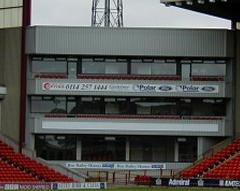
The Corner Stand

Uma característica incomum do estádio é um setor construído para espectadores deficientes, sendo uma estrutura de três andares que fica na esquina entre os setores sul e leste do estádio, chamada de Corner Stand.